# Konnivesi
Konnivesi är en sjö i kommunerna Heinola och Itis i landskapen Päijänne-Tavastland och Kymmenedalen i Finland. Sjön ligger 77,4 meter över havet. Arean är 49,6 kvadratkilometer och strandlinjen är 319,88 kilometer lång. Sjön  ingår i Kymmene älvs huvudavrinningsområde.   Den ligger omkring 26 km nordöst om Lahtis, omkring 81 km nordväst om Kotka och omkring 120 km nordöst om Helsingfors. Heinola ligger vid nordvästligaste delen av sjön.